# 표민수
표민수(表民秀, 1964년 2월 28일~ )는  대한민국의 연출가 겸 제작자이며 KBS 공채 선배 윤석호 PD와 함께 2001년 9월 프리랜서 선언 후  종합 엔터테인먼트사(팬엔터테인먼트)로 이적했다.

## 학력 및 경력
- 초량초등학교
- 배정중학교
- 부산남고등학교
- 서울대학교 독어독문학과 학사
- KBS 드라마본부 PD
- 컴퍼니칭 대표

## 작품 활동

### 드라마 연출
- 1996년 KBS2 《드라마게임 - 깊은 바다》 (극본 문영남) - 연출 데뷔작
- 1996년 KBS2 《드라마게임 - 구청 공무원이 장가가는 법》
- 1997년 KBS2 《드라마 스페셜 - 아직은 사랑할 시간》 (극본 노희경)
- 1997년 KBS2 《드라마 스페셜 - 자매의 뜰》 (극본 고선희)
- 1997년 KBS2 《스타》 (극본 진수완)
- 1998년 KBS2 《거짓말》 (극본 노희경)
- 1999년 KBS1 《사람의 집》 (극본 박진숙)(중도하차)
- 1999년 KBS2 《슬픈 유혹》 (극본 노희경)
- 2000년 KBS2 《바보같은 사랑》 (극본 노희경)
- 2000년 KBS2 《드라마시티 - 그대의 찬 손》 (극본 구지숙)
- 2001년 KBS2 《푸른 안개》 (극본 이금림)
- 2002년 KBS2 《고독》 (극본 노희경)
- 2004년 KBS2 《풀하우스 시즌1》 (극본 민효정)
- 2006년 MBC 《넌 어느 별에서 왔니》 (극본 정유경)
- 2007년 KBS2 《인순이는 예쁘다》 (극본 정유경)
- 2008년 KBS2 《그들이 사는 세상》 (극본 노희경)
- 2010년 SBS 《커피하우스》 (극본 송재정)
- 2011년 MBC 《넌 내게 반했어》 (극본 이명숙)
- 2013년 KBS2 《아이리스 2》 (극본 조규원)
- 2015년 tvN 《호구의 사랑》 (극본 윤난중)
- 2015년 KBS2 《프로듀사》 (극본 박지은)
- 2018년 JTBC 《제3의 매력》 (극본 박희권, 박은영)
- 2024년 ENA 《유어 아너》 (극본 김재환)

### 드라마 조연출
- 1993년 KBS2 《희망》 (연출 이응진)
- 1994년 KBS2 《느낌》 (연출 윤석호)
- 1994년 KBS1 《당신이 그리워질 때》 (연출 이영희)
- 1995년 KBS1 《바람은 불어도》 (연출 이영희)

### 드라마 제작
- 2018년 MBC 《이리와 안아줘》 (극본 이아람, 연출 최준배)

## 광고 출연
- 2004년 에치와이(당시 한국야쿠르트) 쿠퍼스 : 본인출연

## 저서
- 2010년 《인문의 스펙을 타고 가라》 (사회평론)
- 2013년 《드라마 어떻게 만들 것인가》(씨네21북스)

## 수상 경력
- 1998년 제35회 백상예술대상 신인연출상 《거짓말》

## 같이 보기
- 노희경
- 윤석호